# Gemer, Slovacia
Gemer este o comună slovacă, aflată în districtul Revúca din regiunea Banská Bystrica. Localitatea se află la altitudinea de 181 m deasupra n.m., se întinde pe o suprafață de 17,97 km2 și în 2017 număra 887 de locuitori. Se învecinează cu Tornaľa, Otročok, Levkuška, Gemerská Ves și Bretka.

## Istoric
Localitatea Gemer este atestată documentar din 1198.

## Demografie
| An:                | 1994 | 2004   | 2014    | 2024   |
| ------------------ | ---- | ------ | ------- | ------ |
| Număr de persoane: | 834  | 807    | 894     | 889    |
| Diferență:         |      | −3,23% | +10,78% | −0,55% |

| An:                | 2023 | 2024   |
| ------------------ | ---- | ------ |
| Număr de persoane: | 915  | 889    |
| Diferență:         |      | −2,84% |

## Personalități născute aici
- Czinka Panna (1711 - 1772), violonistă maghiară-romă.